# Соціалістична партія (Нідерланди)
Партія праці (нід. Socialistische Partij, SP) — нідерландська ліва партія. Партія була створена у 1971 році. З 1994 року партія представлена як опозиція в парламенті. Партія має 11 місць із 75 у першій палаті (фракцію очолює Тіні Кокс) та 15 місць із 150 (фракцією керує голова партії) у другій палаті Генеральних штатів, а також 2 місця із 25 виділених для Нідерландів у Європарламенті (входить до фракції Європейські об'єднані ліві/Ліво-зелені Півночі).
Партія має свої корені в маоїстському русі 1970-х років. Сьогодні вона виступає за помірний соціалізм та принципи «людської гідності, рівності і солідарності». СП піддає фундаментальній критиці капіталізм і закликає до загальної демократизації суспільства, включаючи економіку.
Існує молодіжна організація, пов'язана з Соцпартією, але формально до неї не входить, — «Червоні, молодь в Соціалістичній партії» («Rood, jong in de Socialistische Partij»).

## Історія
Соціалістична партія була заснована в жовтні 1971 року як маоїстська партія під назвою Комуністична партії Нідерландів/марксистсько-ленінська (КПН/МЛ). У 1972 році КПН/МЛ змінила свою назву на Соціалістична партія(нід. Socialistiese Partij). Навіть у перші роки свого існування, дотримуючись при цьому принципів маоїзму таких, як організація мас, керівництво партії критично ставилось до Комуністичної партії Китаю у засудженні підтримки УНІТА в Анголі. З 1975 року починається процес «демаоізації» партії. СП критикує Китай за те, що під час китайсько-радянського розколу він публічно виступає проти Радянського Союзу, замість того, щоб критикувати капіталістичні країни.
СП починає будувати мережу місцевих осередків, з сильними місцевими корінням. Особливо впливовими вони були у провінції Північний Брабант, те партія отримала представників у місцевих законодавчих органах.
З 1977 року партія спробувала увійти до другої палати парламенту. Партія невдало бере участь у виборах в 1977, 1981, 1982, 1986 і 1989 рокув. У 1991 році партія офіційно відмовилася від терміну марксизму-ленінізму.
На виборах 1994 року СП вперше обрала двох депутатів до другої палати, Яна Марійніссена і Ремі Поппе. Найбільшого успіху партія досягла на парламентських виборах 2006 року.

## Участь у виборах
Участь у виборах до другої палати парламенту Нідерландів:
- 1977 рік: 0,2 % — 0 місць
- 1981 рік: 0,3 % — 0 місць
- 1982 рік: 0,5 % — 0 місць
- 1986 рік: 0,3 % — 0 місць
- 1989 рік: 0,4 % — 0 місць
- 1994 рік: 1,3 % — 2 місця
- 1998 рік: 3,5 % — 5 місць
- 2002 рік: 5,9 % — 9 місць
- 2003 рік: 6,3 % — 9 місць
- 2006 рік: 16,6 % — 25 місць
- 2010 рік: 9,8 % — 15 місць
- 2012 рік: 9,7 % — 15 місць
- 2017 рік: 9,1 % — 14 місць